# Ludger Lütkehaus
 Ludger Lütkehaus (geboren am 17. Dezember 1943 in Cloppenburg; gestorben am 22. November 2019 in Freiburg im Breisgau)  war ein deutscher Philosoph und Literaturwissenschaftler.

## Leben
Lütkehaus – viertes Kind des Angestellten Eduard Lütkehaus und seiner Ehefrau Ida Lütkehaus – besuchte von 1950 bis 1954 die Volksschule Cloppenburg und von 1954 bis 1963 den altsprachlichen Zweig des Clemens-August-Gymnasiums Cloppenburg. Sein anschließendes Studium der Germanistik, Philosophie, Pädagogik und Geschichte an der Albert-Ludwigs-Universität Freiburg beendete er 1968 als M.A. Mit seiner Dissertation über Friedrich Hebbel wurde er 1976 an der Universität Freiburg bei Hans Peter Herrmann zum Dr. phil. promoviert. Lütkehaus habilitierte sich in Neuerer Germanistik an der Universität Siegen bei Helmut Kreuzer mit einer weiteren Arbeit über Hebbel und lehrte in den 1980er Jahren an der Universität Siegen sowie an der Emory University in Atlanta. An der Universität Freiburg lehrte Lütkehaus als Honorarprofessor Neuere deutsche Literaturwissenschaft.
1997 war Lütkehaus Max Kade Distinguished Visiting Professor an der University of Wisconsin in Madison. Er war Mitglied des PEN-Zentrums Deutschland und Herausgeber der Gesammelten Werke Arthur Schopenhauers.
Große Beachtung fand sein Buch Nichts (Zürich 1999). Lese man das Inhaltsverzeichnis dieses Buches, so urteilte Tobias Nagl, „bekommt man den Eindruck, da witzelt sich einer nihilistisch durch die Philosophiegeschichte. In Anlehnung an Heidegger spricht Lütkehaus von der Nichtsvergessenheit als abendländischer Krankheit, die es zuvorderst zu heilen gelte, macht das Prinzip Nichts gegen Ernst Bloch stark und titelt Pathodizee des Kerkers oder Von der Ontologie zur Ontoerotik: Die Frau als Nichts und Loch.“ Die Studie sei „eher literarisch ausgerichtet und verbleibt philosophisch oberflächlich“, meinte Günther Neumann. 2001 veröffentlichte Lütkehaus einen „biographischen Essay“ über Nietzsches Freund Paul Rée. Zu den Philosophen, die ihn beeinflusst haben, zählen Friedrich Nietzsche und Günther Anders.
Lütkehaus bekannte sich zum Atheismus und war Mitglied des wissenschaftlichen Beirates der Giordano-Bruno-Stiftung.
Lütkehaus starb im November 2019 im Alter von 75 Jahren nach langer schwerer Krankheit in Freiburg. In seiner Würdigung für die Neue Zürcher Zeitung schreibt der Philosoph Andreas Urs Sommer: „Lütkehaus hat sich selbst dem Nihilin entzogen, das er bei seinen Denkerlieblingen ebenso reichlich dosiert fand wie auf abschreckende Weise in seinem engen katholischen Herkunftsmilieu. Er war keineswegs der gallige Schwarzseher und Seinsbestreiter, für den das Nichts die wünschbar bessere Alternative gewesen wäre. Vielmehr zeigte er sich, nach dem Durchschwimmen der nihilistischen Meere, durchaus dieser Welt, ihren Genüssen und Glücksverheissungen zugetan. Dabei wurden ihm Literatur (gerade diejenige Chinas und Japans) und Musik die eigentlichen Garantinnen für die Lebenswürdigkeit des Lebens.“
Der philosophische, wissenschaftliche und literarische Nachlass sowie die wissenschaftliche Bibliothek von Ludger Lütkehaus gingen 2020 ans Nietzsche-Dokumentationszentrum der Nietzsche-Gesellschaft in Naumburg und stehen dort der Forschung zur Verfügung.

## Veröffentlichungen

### Monografien
- 1992: »O Wollust, o Hölle«. Die Onanie. Stationen einer Inquisition. Fischer Taschenbuch Verlag, Frankfurt am Main. ISBN 3-596-10661-3
- 1992: Hegel in Las Vegas. Amerikanische Glossen. Freiburg, Rombach, ISBN 978-3-7930-9088-5
- 1993: Dieses wahre innere Afrika. Texte zur Entdeckung des Unbewußten vor Freud. Fischer, Frankfurt am Main, ISBN 3-596-26582-7
- 1999: Nichts. Haffmans Verlag, Zürich, ISBN 3-251-00446-8
  - 2010, Rev. Neuauflage: Nichts. Abschied vom Sein, Ende der Angst. Haffmans Verlag bei Zweitausendeins, ISBN 978-3-86150-922-6
- 2004: Nirwana in Deutschland. Von Leibniz bis Schopenhauer. DTV, München, ISBN 3-423-34127-0
- 2006: Natalität. Philosophie der Geburt. Die Graue Edition, Kusterdingen, ISBN 978-3-906336-47-3
- 2008: Vom Anfang und vom Ende. Zwei Essays. Suhrkamp (Bibliothek der Lebenskunst);[11] Insel Verlag Frankfurt am Main, ISBN 978-3-458-17395-3[12]
- 2014: Ruhe. Größe. Sonnenlicht. Friedrich Nietzsche in Sils-Maria (Mit Fotografien von A. T. Schaefer). Libelle-Verlag, Lengwil (CH), ISBN 978-3-905707-58-8
- 2014: Das nie erreichte Ende der Welt. Erzählungen von letzten und den ersten Dingen, Corso Verlag, Wiesbaden, ISBN 978-3-7374-0703-8

### Als Herausgeber (Auswahl)
- 1991: Die Schopenhauers. Der Familien-Briefwechsel von Adele, Arthur, Heinrich Floris und Johanna Schopenhauer. Haffmans Verlag, Zürich, ISBN 3-251-20115-8
- 1996: Das Buch als Wille und Vorstellung. Arthur Schopenhauers Briefwechsel mit Friedrich Arnold Brockhaus. C. H. Beck, München, ISBN 3-406-40956-3
- 2002: Günther Anders: Übertreibungen in Richtung Wahrheit. Stenogramme, Glossen, Aphorismen. Hrsg. und mit einem Vorwort von Ludger Lütkehaus. Verlag C. H. Beck, München, ISBN 3-406-47612-0
- 2003: Hannah Arendt: Der Liebesbegriff bei Augustin. Versuch einer philosophischen Interpretation. Philo, Berlin Wien 2003, ISBN 3-86572-343-8, Vorwort S. 7–18, zweite Auflage 2005
- 2003: Arthur Schopenhauer. Über Schriftstellerei und Stil. Alexander Verlag Berlin
- 2006: Genug von meinen Schweinereien. Freud zum Vergnügen Reclam-Verlag Ditzingen, ISBN 978-3-15-018331-1
- 2007: Mythos Medea. Texte von Euripides bis Christa Wolf. Wie vor, ISBN 978-3-15-020006-3
- 2010: Arthur Schopenhauer. Ich bin ein Mann, der Spaß versteht. Einsichten eines glücklichen Pessimisten. DTV München, ISBN 978-3-423-13910-6

## Ehrungen und Auszeichnungen
- 1979: Sonderpreis der Schopenhauer-Gesellschaft
- 1996: Buch und Kultur Preis
- 2007: Robert-Mächler-Preis
- 2009: Friedrich-Nietzsche-Preis des Landes Sachsen-Anhalt
- 2014: Silberner Löffel der Stadt Cloppenburg, für seine Verdienste um Cloppenburg